# Sardeati
Sardeati (latinsko: Sardeates), ilirsko pleme, ki je bilo v antiki naseljeno v dolini Vrbasa in Plive severno od Jajca. Z njimi je nedvomno povezano naselje Sarnade (ali Sarute), omenjeno v Potopisih.
Severno od njih so živeli Mezeji, v zgornjem toku Vrbasa južno od tesni, ki se začenja pri Jajcu, pa manjštevilni Devri. 
V rimski provinci Dacia Superior v sedanji Romuniji je bilo v pogorju Apuseni središče rimskih zlatih rudnikov. Njihovi sledovi so še ohranjeni na hribih Cetatea Mare in Cetatea Mică. V času cesarja Trajana (vladal 98–117) so tja preselili dalmatske koloniste – Piruste, Bariduste in Sardeate, ki so tam živeli v ločenih vaseh oziroma naseljih.
Sardeati so imeli 52 dekurij.